# Asunción
Asunción (španska izgovarjava: [asunˈsjon]) je glavno mesto in največje mesto Paragvaja v Južni Ameriki. Mesto stoji na levem bregu reke Paragvaj, skoraj ob sotočju te reke z reko Pilcomayo. Reka Paragvaj in zaliv Asunción na severozahodu ločujeta mesto od zahodnega Paragvaja in od Argentine v južnem delu mesta. Preostali del mesta je obkrožen z centralnim departmajem.
Upravno, mesto tvori avtonomno glavno okrožje, ki ni del nobenega departmaja. Metropolitansko območje, imenovano Gran Asunción, vključuje mesta San Lorenzo, Fernando de la Mora, Lambaré, Luque, Mariano Roque Alonso, Ñemby, San Antonio, Limpio, Capiatá in Villa Elisa, ki so del centralnega departmaja. Metropolitansko območje Asunción ima približno dva milijona prebivalcev.
Asunción je eno najstarejših mest v Južni Ameriki in najdaljše stalno naseljeno območje v porečju Río de la Plata; zato je znano kot Mati mest. Iz Asuncióna so kolonialne odprave odšle v druga mesta, vključno z drugo ustanovitvijo Buenos Airesa in drugimi pomembnimi mesti, kot so Villarrica, Corrientes, Santa Fe in Santa Cruz de la Sierra.
Mreža za raziskovanje globalizacije in svetovnih mest Asunción uvršča med Gamma City. To je sedež vlade, glavno pristanišče in glavno industrijsko in kulturno središče Paragvaja. V bližini Asuncióna je sedež CONMEBOL-a, celinskega upravnega organa nogometnega združenja v Južni Ameriki. Asunción se uvršča med najcenejša mesta na svetu za tuje obiskovalce.

## Zgodovina
Španski konkvistador Juan de Ayolas (umrl okoli 1537) je morda prvič obiskal prostor prihodnjega mesta na poti proti severu, navzgor po reki Paragvaj in iskal prehod do rudnikov Alto Perú (današnja Bolivija). Kasneje sta bila Juan de Salazar y Espinosa in Gonzalo de Mendoza, sorodnik Pedra de Mendoze, poslana na iskanje Ayolasa, vendar ga nista uspela najti. Na poti navzgor in nato po reki se je de Salazar za kratek čas ustavil v zalivu na levem bregu, da je oskrbel svoje ladje. Domačini so se mu zdeli prijazni in avgusta 1537 se je odločil, da bo tam zgradil utrdbo. Poimenoval jo je Nuestra Señora de la Asunción (Gospa Vnebovzeta – Rimskokatoliška cerkev praznuje praznik Marijinega vnebovzetja 15. avgusta). Ta utrdba je postala mesto z ustanovitvijo Cabildo 16. septembra 1541, saj je do takrat obstajala le vlada vojaške narave.
Leta 1542 so domačini uničili Buenos Aires in tamkajšnji Španci so pobegnili v Asunción. Tako je mesto postalo središče velike španske kolonialne province, ki je sestavljala del Brazilije, današnji Paragvaj in severovzhodne Argentine: Velikanska provinca Indij. Leta 1603 je bil Asunción sedež prve sinode v Asuncionu, ki je v svoji lingua franca, gvaranščini, določila smernice za evangelizacijo domorodcev.
Leta 1731 je nastal upor pod vodstvom Joséja de Antequere y Castra eden prvih uporov proti španski kolonialni vladavini. Upor ni uspel, vendar je bil prvi znak samostojnega duha, ki je naraščal med kreolci, mestici in staroselci Paragvaja. Dogodek je vplival na neodvisnost Paragvaja, ki se je kasneje uresničila leta 1811. Skrivni sestanki med voditelji neodvisnosti, da bi načrtovali zasedo proti španskemu guvernerju v Paragvaju (Bernardo de Velasco), so potekali v domu Juana María de Lara v središču Asuncióna. V noči s 14. na 15. maja 1811 so uporniki uspeli in prisilili guvernerja Velasca, da se preda. Danes Larin nekdanji dom, znan kot Casa de la Independencia (Hiša neodvisnosti), deluje kot muzej in zgodovinska stavba.
Po osamosvojitvi Paragvaja se je v Asunciónu zgodila pomembna sprememba. Pod vladavino Gasparja Rodrígueza de Francia (vladal 1813–1840) so bile po mestu zgrajene ceste in poimenovane ulice. V času predsedovanja Carlosa Antonia Lópeza (predsednik 1844–1862) je Asunción (in Paragvaj) videl nadaljnji napredek, ko je novi predsednik uvedel nove gospodarske politike. V času Lópezovega predsedovanja je bilo zgrajenih več kot 400 šol, metalurških tovarn in prvi železniški servis v Južni Ameriki. Ko je López umrl (1862), je njegov sin Francisco Solano López postal novi predsednik in vodil državo skozi katastrofalno paragvajsko vojno, ki je trajala pet let (1864–1870). 1. januarja 1869 je glavno mesto Asunción padlo pod brazilsko vojsko, ki jo je vodil general João de Souza da Fonseca Costa. Po koncu oboroženega spopada so brazilske čete do leta 1876 zasedle Asunción.
Številni zgodovinarji trdijo, da je ta vojna sprožila stalen propad mesta in države, saj je pobila dve tretjini prebivalstva države. Pozneje se je napredek močno upočasnil in gospodarstvo je stagniralo.
Po paragvajski vojni je Asunción začel počasi poskušati okrevati. Proti koncu 19. stoletja in v zgodnjih letih 20. stoletja so v mesto prišli priseljenci iz Evrope in Osmanskega cesarstva. To je privedlo do spremembe videza mesta, saj je bilo zgrajenih veliko novih zgradb in Asunción je šel skozi obdobje, ki je bilo bolj uspešno kot kadarkoli po vojni.
- Poslovno središče Asuncióna leta 1872
- Asunción ponoči
- Pristanišče Asuncion

## Geografija
Asunción leži med vzporednikoma 25 ° 15 'in 25 ° 20' južne širine ter med poldnevnikoma 57 ° 40 'in 57 ° 30' zahodne zemljepisne dolžine. Mesto leži na levem bregu reke Paragvaj, skoraj ob sotočju te reke z reko Pilcomayo. Reka Paragvaj in zaliv Asunción na severozahodu ločujeta mesto od zahodne regije Paragvaja in Argentine v južnem delu mesta. Preostali del mesta obkroža Centralni departma.
Mesto ponuja številne poglede; razprostira se po nežnih gričih v vzorcu pravokotnih blokov. Kraji, kot je Cerro Lambaré, hrib v Lambaréju, ponujajo spektakularno predstavo spomladi zaradi cvetočih dreves lapačo (Handroanthus impetiginosus - ali taheebo za zeliščni čaj iz notranjega lubja drevesa) na tem območju. Parki, kot sta Parque Independencia (park neodvisnosti) in Parque Carlos Antonio López, ponujajo velika območja tipične paragvajske vegetacije in jih turisti pogosto obiskujejo. Po mestu je več majhnih gričev in nekoliko povišanih območij, med drugim Cabará, Clavel, Tarumá, Cachinga in Tacumbú.

### Podnebje
Asunción ima vlažno subtropsko podnebje (Köppen: Cfa), ki tesno meji na tropsko podnebje savane (Köppen Aw), za katero so značilna vroča in vlažna poletja (januarja povprečno 27,5 ° C) in blage zime (povprečno 17,6 ° C, julija).  Relativna vlažnost je skozi vse leto visoka, zato je indeks toplote poleti višji od prave temperature zraka, pozimi pa se počuti hladneje. Povprečna letna temperatura je 23 ° C. Povprečno letno je veliko padavin, saj jih v več kot 80 dneh na leto razporedi 1400 milimetrov. Najvišja zabeležena temperatura je bila 1. oktobra 2020 42,8 ° C, najnižja zabeležena temperatura pa je bila –1,2 ° C 27. junija 2011.
Sneg v sodobnem času ni znan, padel pa je v mali ledeni dobi, nazadnje junija 1751.
Asunción ima na splošno zelo kratko sušno sezono med majem in septembrom, vendar so najhladnejši meseci junij, julij in avgust. Rahle zmrzali se lahko pojavijo v povprečju en ali dva dni v letu. Mokra sezona zajema preostanek leta.
V mokri sezoni je Asunción na splošno vroče in vlažno, čeprav se proti koncu te sezone občutno ohladi. V nasprotju s tem je sušna sezona prijetno blaga. Letne vrednosti padavin v Asuncionu opažajo poletni maksimum zaradi močnih subtropskih poletnih neviht, ki potujejo proti jugu iz severnega Paragvaja, ki izvirajo iz geografske regije Gran Chaco v severozahodnem delu države. Najbolj vlažna in najbolj suha meseca v letu sta april in julij, v povprečju prejmeta 166 mm in 39 mm  padavin.
- Asunción, viden iz International Space Station
- Costanera Avenue, Asunción
- Trg demokracije, Asunción
- Šest okrožij mesta Asunción

## Demografija
Število prebivalcev v mestu je približno 540.000. Približno 30 % od šestih milijonov paragvajskih prebivalcev živi v Velikem Asunciónu. 65 % odstotkov celotnega prebivalstva v mestu je mlajših od 30 let.
Prebivalstvo se je v zadnjih nekaj desetletjih močno povečalo zaradi notranjih migracij iz drugih paragvajskih departmajev, najprej zaradi gospodarskega razcveta v 1970-ih, kasneje pa zaradi gospodarske recesije na podeželju. Sosednja mesta na območju VelikegaAsuncióna, kot so Luque, Lambaré, San Lorenzo, Fernando de la Mora in Mariano Roque Alonso, so zaradi nizkih stroškov zemljišč in enostavnega dostopa do Asuncióna absorbirala večino tega pritoka. Mesto je pet let, kar ga vodi Mercer Human Resource Consulting, uvrščeno med najcenejša mesta za življenje.

## Gospodarstvo
Kar zadeva trgovino, je ta sektor v zadnjih letih precej zrasel in se raztezal proti predmestjem, kjer so bila zgrajena nakupovalna središča in supermarketi. Tu se nahaja edina paragvajska borza BVPASA. 
V Asuncionu je sedež najpomembnejših družb, podjetij in investicijskih skupin. Privlačnost mesta lahko pripišemo njegovi enostavni davčni politiki. Asunción ima neomejene davke na naložbe in pretok kapitala. Za vlagatelje v obveznice borze Asunción tudi ni davka na dohodek. Takšne spodbude v mesto privabljajo znatne tuje naložbe. Številni latinskoameriški strokovnjaki menijo, da je Paragvaj ena najboljših treh okrožij z najboljšo investicijsko klimo v Latinski Ameriki in na Karibih, hkrati pa ostaja najprivlačnejša država na polobli pri poslovanju in je opremljen z vrsto zakonodaj zaščititi strateške naložbe in zagotoviti prijazno okolje za razvoj velikih industrijskih obratov in infrastrukturnih projektov. Mesto je gospodarsko središče Paragvaja, sledita mu Ciudad del Este in Encarnación.

## Znamenitosti
Srce središča mesta Asunción je Plaza de los Héroes – Trg herojev -  z ulico (calle) Independencia. Poteka od severa proti jugu in ulice s tokom vzhod-zahod deli na dva odseka z različnimi imeni. Ulice v središču mesta so zasnovane kot enosmerne ulice z izmeničnimi smermi.
Calle Palma / Mariscal Estigarribia, Estrella / 25 de Mayo in Oliva / Cerro Corá potekajo od vzhoda proti zahodu. Večina trgovin, prodajaln spominkov, bank in menjalnic je tu že več kot 100 let. Calle Palma je ob sobotah zelo prometna cona za pešce, tu pa pogosto prirejajo brezplačne koncerte.

### Pomembne stavbe
- Panteón de los Héroes in Oratorij de la Virgen de la Asunción: zgrajena leta 1863 v čast zavetnice Virgena de la Asunción – Device Marije vnebovzete, ki ima čin »maršala vojske«. Stavba je bila dokončana leta 1936. Od takrat so tu položili posmrtne ostanke paragvajskih vojnih junakov, vključno z ostanki gradbenika Mariscala Francisca Solana Lópeza, ki je znan kot Héroe Máximo (najvišji junak). Zasnovo je pripravil italijanski arhitekt Ravizza po vzoru pariških Dôme des Invalides.
- Estación Central del Ferrocarril – Glavna železniška postaja je bila leta 1861 odprta pod vlado Carlosa Antonia Lópeza. Na ogled je parna lokomotiva "Sapucai" (gvaranščina za 'krik'), ki je zelo dobro ohranjena. Sem spada majhen muzej.
- Metropolitanska stolnica (Independencia Nacional vogal Coronela Bogada): Temeljni kamen je bil postavljen v 17. stoletju. Zelo preprosta struktura je bila dodana v 19. stoletju. Oltar, ki si ga je vredno ogledati, je priča tako frančiškanov kot jezuitov, ki so državo pokristjanjevali v različnih obdobjih. Stolnica je škofovska cerkev nadškofije Asunción v mestu.
- Palacio de Gobierno (El Paraguayo Independiente med Ayolas in O’Leary): sedanjo vladno palačo je kot rezidenco zgradil Francisco Solano López, od tod tudi njeno drugo ime Palacio de los López. Zasnova je predvsem delo Alonsa Taylorja. Stavba v obliki črke U vsebuje nešteto dekorativnih elementov. Vzor je bil močno zmanjšani pariški Louvre.
- Cabildo (Avenida República y Alberdi): stavba, zasnovana kot mestna hiša, je bila zgrajena v začetku 19. stoletja. Danes je tu Republiško kulturno središče (Centro Cultural de la República).
- Casa de la Independencia (14 de Mayo in Presidente Franco): ena najstarejših stavb v Asunciónu. Od tu se je vstaja proti španski kroni začela 14. maja 1811. V hiši je bil dom družine Martínez Sáenz in stičišče podzemnega gibanja proti španskemu režimu. Od obnove leta 1961 v Casa de la Indenpendencia živijo sodobne priče upora neodvisnosti.
- Casa Viola in Casa Castelví (vogal Ayolas Paraguayo Indenpendiente): poimenovani po svojih prvih lastnikih, sta verjetno najstarejši ohranjeni stavbi v Asunciónu in sta bili zgrajeni proti koncu 18. stoletja. Danes je v Casa Violi kulturno središče Manzana de la Rivera, kjer se odvijajo branja, gledališče in koncerti. Tu je doma tudi mestna knjižnica.
- Iglesia de la Encarnación (Haedo med Alberdi in 14. de Mayo): ta cerkev je skrita sredi ene najbolj živahnih ulic v Asunciónu. Prvotna cerkev na Colini Cabará je bila obnovljena po požaru leta 1863.
- Iglesia de la Trinidad (Santísimo Sacramento vogal Santísima Trinidad): zgrajena pod Carlosom Antoniom Lópezom, je bila ta cerkev del njegovih poletnih osvežitev. Ta predsednik je tukaj pokopan.

### Drugo
- Jardín Botánico (Artigasov vogal s Primer Presidente): tudi botanični vrt je bil del poletnega umika predsednika Lópeza. Tu so trije muzeji: Naravoslovni muzej, Muzej staroselcev in Zgodovinski muzej. Tu so tudi paleontološke, arheološke in etnografske zbirke ter zoološki vrt. Jardín Botánico meji na reko Paragvaj. Zgodovinska parna lokomotiva se tu ustavi na poti do Areguá in jezera Ypacaraí.
- Parque Caballero: (Sebastián Gaboto in Gervasio Artigas) mirna zelena oaza. Tu je dom generala Bernadina Caballera, vojnega junaka konflikta Trojne zveze. Na robu parka, proti reki, se lahko dobi vtis, kako živijo ljudje v okrožju Ricardo Brugada, znanem tudi kot Chacarita. To je faveli podobna revna četrt. Chacarito nenehno ogroža poplava reke Paragvaj, kar je značilno za videz okrožja, ki je v glavnem sestavljeno iz improviziranih stanovanj.
- Cerro Lambaré: najvišja točka Asuncióna je na meji mesta med Asunciónom in Lambaréjem, 12 kilometrov zračne linije od središča mesta. Od tu je čudovit razgled na mesto. Na vrhu Cerro Lambarés je stela. Cacique Lambaré in predsednik Alfredo Stroessner sta bila ovekovečena večja od naravne velikosti okoli te stele. Leta 1989 so s padcem Stroessnerja odstranili tudi njegov kip. Do Cerro Lambaré se je enostavno sprehoditi, vendar le po dostopni cesti.
- Stadion Defensores del Chaco: največji stadion v Paragvaju, v lasti Asociación Paraguaya de Fútbol. Prostor za 36.000 ljudi in posebnost, ni prostora za stojišče. Zgrajen leta 1917, stoji v kraju Barrio Sajonia, izven središča mesta.

## Kultura
Asunción je dom več simfoničnih orkestrov ter baletnih, opernih in gledaliških skupin. Najbolj znani orkestri so Simfonični orkester mesta Asunción (OSCA), Nacionalni simfonični orkester in Severni univerzitetni simfonični orkester. Med profesionalnimi baletnimi družbami so najbolj znani Asunción Classic in Modern Municipal Balet, National Balet in Northern University Balet. Glavna operna družba je Severna univerzitetna operna družba. Dolgoletna gledališka družba je gledališka fundacija Arlequín. Tradicionalna prizorišča so Mestno gledališče, Paragvajsko-japonski center, Veliko lirsko gledališče centralne banke, Kulturni center Juan de Salazar, Gledališče Amerike, Gledališče Tom Jobim, Gledališče Arlequín in Manzana de la Rivera. Asunción je tudi središče arhitekture v Paragvaju.

### Sedem zakladov gradiva kulturne dediščine Asunción
Izbira sedmih zakladov gradiva kulturne dediščine je bila razvita v Asuncionu v mesecu aprilu in maju 2009. Spodbujala ga je Organización Capital Americana de la Cultura, v sodelovanju paragvajskih oblasti, ki so sodelovale na volitvah, namen razkriti materialno kulturno dediščino domneve.
45 kandidatov se je odločilo, da postane eden od zakladov predpostavke gradiva kulturne dediščine. Rezultat glasovanja, v katerem je sodelovalo 12.417 ljudi, je naslednji:
| Sedem zakladov Asuncióna |                         |                                    |                      |               |                                   |                    |
|                          |                         |                                    |                      |               |                                   |                    |
| Palacio de los López     | Narodni panteon herojev | Republiški kulturni center Cabildo | Stolnica v Asunciónu | Hotel Guaraní | Mestno gledališče Ignacio A. Pane | Cerkev sv. Trojice |

## Pobratena mesta
Asunción je pobraten z:
| - Rosario, Argentina - La Plata, Argentina, - Buenos Aires, Argentina - Formosa, Argentina - Corrientes, Argentina - Resistencia, Argentina - Posadas, Argentina - Santa Fe, Argentina | - Iquique, Čile - Santa Cruz de la Sierra, Bolivija - Campinas, Brazilija - Curitiba, Brazilija - São Paulo, Brazilija - Bogotá, Kolumbija - Santo Domingo, Dominikanska republika - Chiba, Japonska | - Ciudad de México, Mehika - Puebla de Zaragoza, Mehika, 2009 - Trujillo, Peru - Madrid, Španija - Taipei, Tajvan - Montevideo, Urugvaj - Miami, ZDA - Caracas, Venezuela, 1982 |